# Мостки (сооружение в Англии)

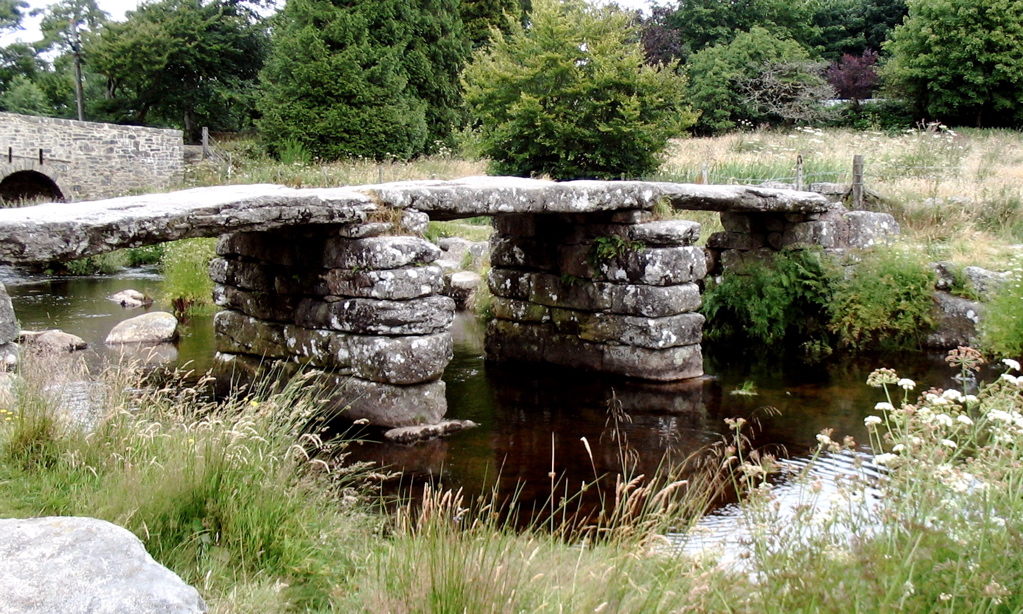
Мостки в Постбридже.

Мостки (англ. Clapper Bridge) — разновидность древних мостов на болотах английского Девона (в Дартмуре и Эксмуре) и в других горных районах Великобритании, включая Сноудонию и Англси. Их укладывают из крупных плоских плит из гранита или сланца на каменные опоры через реки или на берегах ручьёв.

## История
Хотя мосткам часто приписывают доисторическое происхождение, большинство из них были возведены в средневековые времена, а некоторые и в последующие века. Они часто расположены близко к бродам, где телеги могли пересечь болото.
По мнению учёных из Дартмурского национального парка, слово «clapper» происходит от англосаксонского слова cleaca, что означает «преодоление ступенек». Оксфордский словарь английского языка даёт промежуточные варианты слова на средневековой латыни: clapus, claperius, «галльского происхождения», с начальным значением «груды камней».

## Примеры

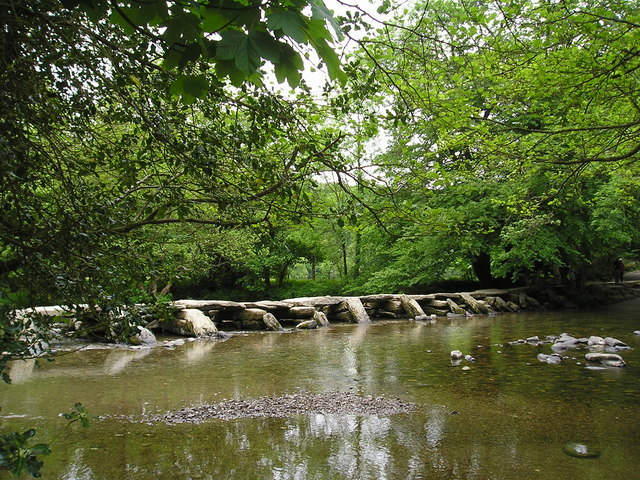
Тарр Степс на реке Барл в Эксмуре.

Характерным примером являются Постбриджские мостки в Постбридже, Дартмур. Их плиты размером более четырёх метров (13 футов) в длину, два метра (6 футов 6 дюймов) в ширину и весят более восьми тонн каждая, что делает мостки способными выдержать небольшой автомобиль. Впервые они были описаны в 1380 году и были построены для облегчения транспортировки дартмурского олова на вьючных лошадях на оловянный рудник города Тависток.
Другие сохранившиеся примеры включают Тарр Степс на реке Барл в Эксмуре и Старра-бридж Корнуолле.
Некоторые крупные мостки, такие как Дартмит и Белвивер, рухнули — их плиты сметены наводнениями или были украдены для строительства стен и зданий. Тем не менее есть много других более мелких мостков в Дартмуре, которые существуют поныне и до сих пор продолжают использоваться, например, в Тейнхед-Фарм (рядом с каменными кругами Грей Уэзес), Шорхилле и над рекой Уаллабрук.
В то время как термин «мостки», как правило, связан с Соединённым Королевством, другие мосты «в стиле мостков» существуют во всём мире. Одним из примеров является мост Анпин в Китае протяжённостью свыше двух километров.